# Stefan Paprikow
Stefan Georgiew Paprikow (bułg. Стефан Георгиев Паприков; ur. 12 kwietnia 1858 w Pirdopie, zm. 30 maja 1920 w Sofii) – bułgarski generał, polityk i dyplomata, minister wojny (1899–1903), minister spraw zagranicznych (1908–1910), deputowany 17. kadencji Zgromadzenia Narodowego.

## Wczesne lata życia
Pochodził z rodziny rzemieślniczej, był synem Georgiego Paprikowa i Geny. W latach 1875–1876 pracował jako nauczyciel w Panagjuriszte. W 1875 wziął udział w powstaniu starozagorskim, a w 1876 w powstaniu kwietniowym. W obawie przed aresztowaniem, wyjechał do Płowdiwu, gdzie uczył się języka rosyjskiego. Po wyzwoleniu Bułgarii przeniósł się do Sofii, gdzie wstąpił do szkoły wojskowej. 

## Kariera wojskowa
W 1879 ukończył szkołę wojskową w Sofii, uzyskując stopień podporucznika. W 1883 ukończył studia w Nikołajewskiej Akademii Sztabu Generalnego w Sankt Petersburgu i po powrocie do kraju objął dowództwo nad kompanią piechoty. W 1885 otrzymał awans na stopień kapitana. Po zjednoczeniu Księstwa Bułgarii ze Rumelią Wschodnią wyjechali z Bułgarii oficerowie rosyjscy, co otworzyło szanse szybkiego awansu dla młodych oficerów bułgarskich. Paprikow w trybie nagłym został przeniesiony z garnizonu w Ruse do Sofii, gdzie otrzymał stanowisko oficera do zadań specjalnych przy sztabie generalnym armii bułgarskiej.

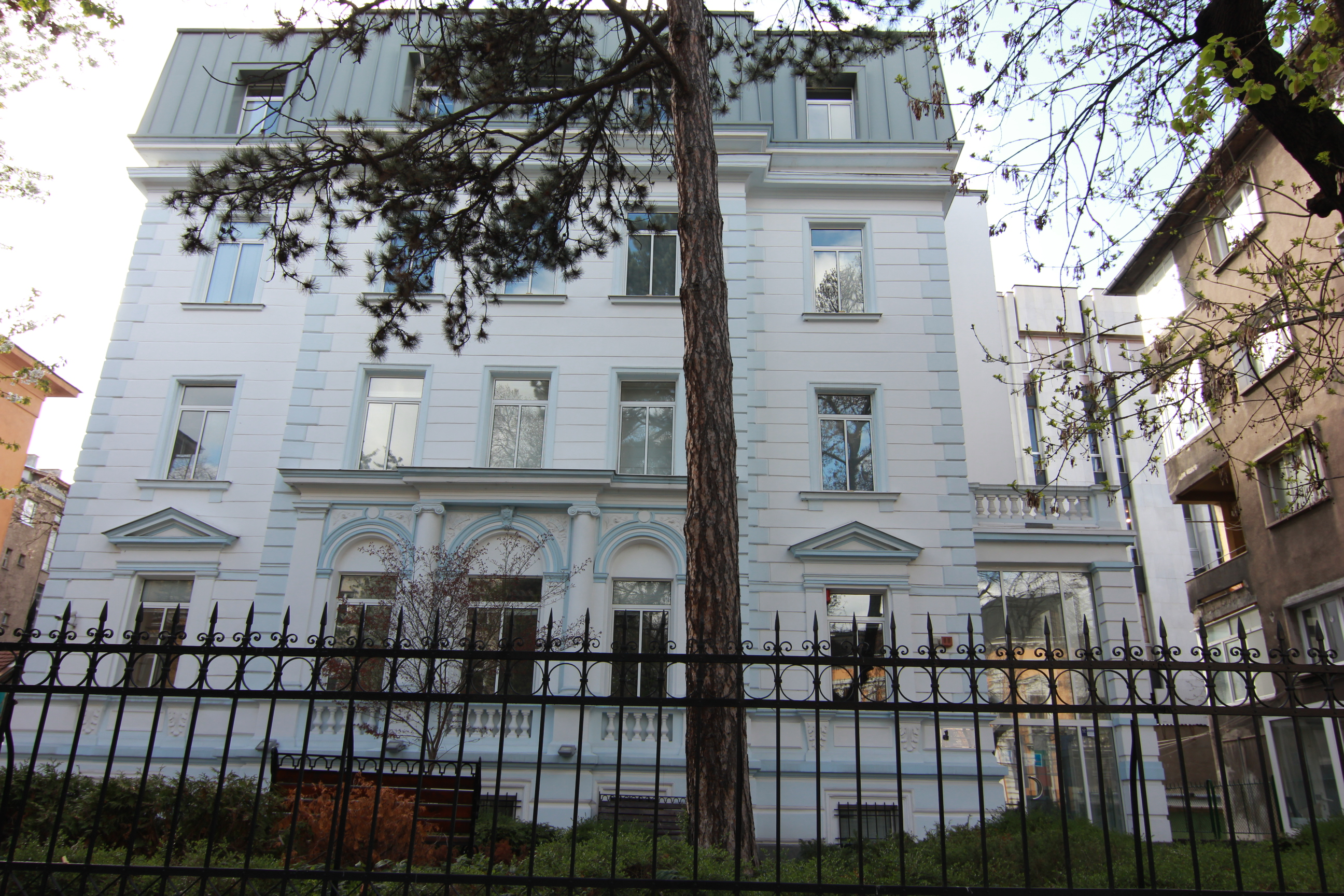
Dom Stefan Paprikowa w Sofii (obecnie budynek banku)

W czasie wojny serbsko-bułgarskiej w 1885 roku pełnił funkcję szefa sztabu zachodniego korpusu armii bułgarskiej. Należał do współtwórców zwycięstwa w bitwie pod Sliwnicą (5–7 listopada 1885), a następnie dowodził ofensywą w kierunku na Pirot. W końcowej fazie wojny uczestniczył wspólnie z oficerami serbskimi w wytyczaniu linii demarkacyjnej, oddzielającej obie strony konfliktu. Za zasługi wojenne został uhonorowany Orderem waleczności III klasy. Po zakończeniu wojny pracował w sztabie i uczestniczył aktywnie w tłumieniu buntu prorosyjskich oficerów w Ruse i w Silistrze w roku 1887. W tym samym roku objął stanowisko szefa sztabu generalnego, a następnie komendanta szkoły wojskowej (1887–1891). W czasie pracy w szkole opracował kilka podręczników dla kursantów, głównie z zakresu administracji wojskowej. W 1890 na polecenie księcia Bułgarii Ferdynanda został umieszczony w areszcie domowym, podejrzewany o działania rusofilskie. Kiedy podejrzenia wobec Paprikowa się nie potwierdziły, został awansowany na podpułkownika w 1891 objął stanowisko szefa wydziału administracyjnego w sztabie armii. W 1896 ponownie objął stanowisko szefa sztabu generalnego, które pełnił przez trzy lata.

## Kariera polityczna

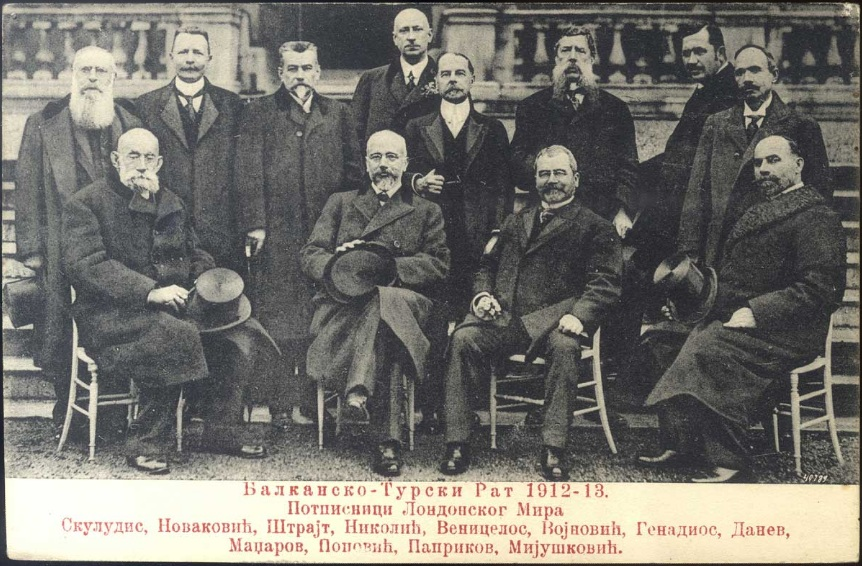
Stefan Paprikow w gronie sygnatariuszy traktatu londyńskiego (drugi z prawej)

W 1899 objął stanowisko ministra wojny w gabinecie Dimitara Grekowa, a następnie pełnił tę funkcję w czterech kolejnych gabinetach w latach 1899–1903. Był związany politycznie z Partią Demokratyczną. Po dymisji ze stanowiska ministerialnego Paprikow pełnił przez dwa lata funkcję głównego inspektora piechoty. W latach 1906–1908 był przedstawicielem dyplomatycznym Bułgarii w Rosji. Po awansie na generała porucznika w 1908 odszedł ze służby wojskowej i objął stanowisko ministra spraw zagranicznych w rządzie Aleksandyra Malinowa. Kierował resortem w 1908, kiedy Bułgaria ogłosiła niepodległość. Po dymisji rządu Malinowa powrócił do służby dyplomatycznej, kierując poselstwem bułgarskim w Petersburgu. W czasie I wojny bałkańskiej prowadził rozmowy z dowództwem czarnogórskim i serbskim, był także w składzie delegacji bułgarskiej negocjującej traktat londyński (1913). W latach 1914–1919 zasiadał w Zgromadzeniu Narodowym. Zmarł w swoim domu w Sofii.
W czasie pracy w szkole wojskowej napisał dwutomową historię wojny serbsko-bułgarskiej.
Był żonaty (żona Teodora z d. Enczewa (1869-1943)), miał dwie córki (Anę i Zoję) i syna Asena.

## Awanse
- podporucznik (Подпоручик) (1879)
- porucznik  (Поручик) (1882)
- kapitan  (Капитан) (1885)
- major  (Майор) (1887)
- podpułkownik  (Подполковник) (1891)
- pułkownik  (Полковник) (1895)
- generał major  (Генерал-майор) (1900)
- generał porucznik (Генерал-лейтенант) (1908)

## Odznaczenia
- Order Waleczności III stopnia[3]
- Order Świętego Aleksandra II stopnia z brylantami
- Order Zasługi Wojskowej I stopnia